# Хурикский сельсовет
Хурикский сельсовет — административно-территориальная единица и муниципальное образование со статусом сельского поселения в Табасаранском районе Дагестана Российской Федерации.
Административный центр — село Хурик.

## Население
| 2002  | 2010  | 2012  | 2013  | 2014  | 2015  | 2016  |
| ----- | ----- | ----- | ----- | ----- | ----- | ----- |
| 5170  | ↘5015 | ↘4991 | ↘4972 | ↗4985 | ↗4989 | ↗5055 |
| 2017  | 2018  | 2019  | 2020  | 2021  | 2023  | 2024  |
| ↗5063 | ↗5154 | ↗5190 | ↗5231 | ↗5542 | ↗5632 | ↗5688 |

## Состав
| № | Населённый пункт | Тип населённого пункта       | Население |
| - | ---------------- | ---------------------------- | --------- |
| 1 | Пилиг            | село                         | ↘749      |
| 2 | Ругудж           | село                         | ↗819      |
| 3 | Ханаг            | село                         | ↗854      |
| 4 | Хурик            | село, административный центр | ↗2849     |
| 5 | Цантиль          | село                         | ↘271      |